# 15 tháng 12
Ngày 15 tháng 12 là ngày thứ 349 (350 trong năm nhuận) trong lịch Gregory. Còn 16 ngày nữa là cuối năm.

## Sự kiện
- 533 – Tướng Belisarius đánh bại Vandals, dưới sự chỉ huy của vua Gelimer, trong trận Tricamarum.
- 687 – Giáo hoàng Sergiô I được bầu chọn.
- 925 – Hoàng đế Vương Diễn cùng bá quan Tiền Thục chính thức ra khỏi kinh thành để đầu hàng đại quân Hậu Đường, nước Tiền Thục bị Hậu Đường thôn tính, tức ngày Bính Thìn (27) tháng 11 năm Ất Dậu.
- 1025 – Constantine VIII trở thành hoàng đế duy nhất của đế quốc Byzantine, 63 năm sau khi được thừa kế vị hoàng đế trước.
- 1161 – Sau trận Thái Thạch, Hoàng đế Hoàn Nhan Lương bị bộ hạ sát hại khi định vượt Trường Giang để đánh Nam Tống, Hoàn Nhan Ung trở thành hoàng đế duy nhất của triều Kim, tức ngày Ất Mùi (27) tháng 11 năm Tân Tị.
- 1167 – Người đứng đầu vương triều Sicilia Stephen du Perche di chuyển cung điện hoàng gia đến Messina để ngăn chặn một cuộc nổi loạn.
- 1256 – Các lực lượng Mông Cổ dưới quyền chỉ huy của Húc Liệt Ngột tiến hành phá hủy thành Hashshashin tại lâu đài Alamut (nay thuộc là Iran) trong cuộc tấn công vào Tây Nam Á.
- 1467 – Ștefan III của Moldavia đánh bại Mátyás Corvin của Hungary.
- 1651 – Lâu đài Cornet ở Guernsey, thành trì cuối cùng đã ủng hộ nhà vua trong cuộc nội chiến Anh lần thứ ba.
- 1745: Quân đội Phổ do Vương công Leopold I xứ Anhalt–Dessau chỉ huy đánh bại quân Sachsen trong trận đánh tại Kesselsdorf, góp phần cho chiến thắng của nước Phổ trong cuộc chiến tranh Silesia lần thứ hai.
- 1778 – Chiến tranh cách mạng Mỹ: Các hạm đội Anh và Pháp đụng độ trong trận St. Lucia.
- 1791 – Tuyên ngôn Nhân quyền Hoa Kỳ trở thành luật khi được Đại hội đồng Virginia thông qua.
- 1851 – Cuộc họp Quái vật, Úc – khoảng 10.000 đến 15.000 người bắt đầu diễn ra vào ngày 15 tháng 12 năm 1851, tại Shepherd's Hut, Forest Creek.
- 1862 – Nội chiến Hoa Kỳ: kết thúc Trận Fredericksburg với chiến thắng thuộc về Liên minh miền Nam.
- 1864 – Nội chiến Hoa Kỳ: Trận Nashville, quân miền Bắc dưới quyền của George Henry Thomas hầu như tiêu diệt hoàn toàn Binh đoàn Tennessee dưới quyền của John Bell Hood.
- 1895 – Houston có lượng tuyết rơi dày 51 cm, lượng tuyết rơi lớn nhất từ một cơn bão trong lịch sử khu vực.
- 1890 – Hunkpapa Lakota lãnh đạo Sitting Bull bị giết ở Khu bảo tồn Standing Rock Indian, dẫn đến vụ thảm sát Wounded Knee.
- 1905 – Nhà Pushkin được khánh thành ở Saint Petersburg, Nga để bảo tồn di sản văn hóa của Alexander Pushkin.
- 1906 – Tuyến đường tàu điện ngầm thủ đô Luân Đôn Great Northern, Piccadilly và Brompton mở cửa.
- 1914 – Chiến tranh thế giới thứ nhất: Quân đội Serbia chiếm lại Belgrade từ quân Áo–Hung.
- 1914 – Một vụ nổ gas tại mỏ than Mitsubishi Hōjō ở Kyushu, Nhật Bản, cướp đi sinh mạng của 687 người.
- 1917 – Chiến tranh thế giới thứ nhất: Chính phủ Bolshevik của Nga và Liên minh Trung tâm đạt được một thỏa thuận đình chiến.
- 1933 – Sửa đổi lần thứ hai Hiến pháp Hoa Kỳ chính thức có hiệu lực, bãi bỏ Bản sửa đổi thứ mười tám đã cấm bán, sản xuất và vận chuyển rượu.
- 1939 – Bộ phim "Cuốn theo chiều gió" lần đầu tiên được công chiếu tại nhà hát Loew's Grand ở Atlanta, Georgia, Mỹ.
- 1941 – Holocaust, Ukraina: Đức Quốc xã thảm sát trên 15.000 người Do Thái tại khe núi Drobytsky Yar ở đông nam thành phố Kharkiv, Ukraina (Liên Xô cũ).
- 1942 – Chiến tranh thế giới thứ hai: Trận chiến ở núi Austen, the Galloping Horse và the Sea Horse bắt đầu trong Chiến dịch Guadalcanal.
- 1943 – Chiến tranh thế giới thứ hai: Trận Arawe bắt đầu trong chiến dịch New Britain.
- 1945 – Trong trận Chiếm đóng Nhật Bản, tướng Douglas MacArthur ra lệnh bãi bỏ địa vị quốc giáo của Thần đạo tại Nhật Bản.
- 1960 – Richard Pavlick bị bắt vì âm mưu ám sát Tổng thống Hoa Kỳ John F. Kennedy.
- 1960 – Vua Mahendra của Nepal đình chỉ hiến pháp của đất nước, giải tán quốc hội và bãi bỏ nội các
- 1961 – Adolf Eichmann bị kết án tử hình sau khi bị tòa án Israel xử phạt vì 15 tội hình sự, kể cả tội ác chống lại loài người, tội ác chống lại người Do Thái và là thành viên của một tổ chức ngoài vòng pháp luật.
- 1965 – Chương trình Gemini: Gemini 6A thuộc phi đoàn của Wally Schirra và Thomas Stafford được phóng từ Cape Kennedy, Florida.
- 1970 – Tàu vũ trụ Venera 7 của Liên Xô đã hạ cánh thành công trên sao Kim. Đây là nơi hạ cánh thành công đầu tiên trên hành tinh khác.
- 1970 – Phà Namyong Ho của Hàn Quốc bị lật tại eo biển Triều Tiên, khiến 308 người thiệt mạng.
- 1973 – John Paul Getty III, cháu trai của tỷ phú người Mỹ J. Paul Getty, được tìm thấy trong tình trạng vẫn còn sống sót gần Napoli, Ý, sau khi bị bắt cóc bởi một băng đảng người Ý vào ngày 10 tháng 7.
- 1973 – Học hội Tinh thần y học Hoa Kỳ bỏ phiếu với kết quả 13–0 trong việc loại bỏ Đồng tính luyến ái khỏi danh sách các căn bệnh rối loạn tâm thần chính thức của mình.
- 1976 – Samoa trở thành một thành viên chính thức của Liên Hợp Quốc.
- 1978 – Tổng thống Hoa Kỳ Jimmy Carter tuyên bố rằng Hoa Kỳ sẽ công nhận Cộng hòa Nhân dân Trung Hoa và đoạn tuyệt toàn bộ quan hệ với chính phủ Trung Hoa Dân Quốc tại Đài Loan.
- 1981 – Một vụ đánh bom tự sát nhắm vào đại sứ quán Iraq ở Beirut, Liban, làm chết 61 người, trong đó có đại sứ Iraq tại Liban. Cuộc tấn công được coi là vụ đánh bom tự sát đầu tiên thời hiện đại.
- 1989 – Công ước quốc tế về quyền dân sự và chính trị liên quan đến việc bãi bỏ hình phạt tử hình được thông qua.
- 1993 – Xung đột vũ trang tại Bắc Ireland: Tuyên bố Downing Street được ấn định bởi Thủ tướng Anh John Major và Thủ tướng Ireland Taoiseach Albert Reynolds.
- 1994 – Palau trở thành một thành viên của Liên Hợp Quốc.
- 1995 – Tòa án Công lý châu Âu ra phán quyết Bosman, cho phép các cầu thủ bóng đá tại Liên minh châu Âu được tự do chuyển từ câu lạc bộ này sang câu lạc bộ khác trong khuôn khổ UEFA khi kết thúc hợp đồng của họ.
- 1997 – Chuyến bay 3183 của Tajikistan Airlines rơi trên sa mạc gần Sharjah, Các tiểu vương quốc Ả Rập thống nhất, cướp đi 85 mạng người.
- 2000 – Lò phản ứng thứ ba tại Nhà máy điện hạt nhân Chernobyl bị đóng cửa.
- 2001 – Tháp nghiêng Pisa mở cửa trở lại sau 11 năm với chi phí sửa chữa lên đến 27,000,000 USD.
- 2005 – Giới thiệu về Lockheed Martin F–22 Raptor của USAF.
- 2006 – Máy bay tiêm kích Lockheed Martin F–35 Lightning II tiến hành chuyến bay đầu tiên.
- 2009 – Máy bay thương mại Boeing 787 Dreamliner tiến hành chuyến bay đầu tiên từ Seattle, Hoa Kỳ.
- 2010 – Một chiếc thuyền chở 90 người tị nạn đâm vào đá ngoài khơi bờ biển của đảo Christmas, Úc, giết chết 48 người.
- 2013 – Nội chiến Nam Sudan bắt đầu khi các nhà lãnh đạo đối lập tiến sĩ Riek Machar, Pagan Amum và Rebecca Nyandeng bỏ phiếu để tẩy chay cuộc họp của Hội đồng Giải phóng Quốc gia tại Nyakuron.
- 2014 – Man Haron Monis bắt 18 con tin trong một quán cà phê ở Martin Place trong 16 giờ ở Sydney. Hai con tin khác đã bị giết bởi kẻ bắt cóc và Monis chết khi cảnh sát tấn công quán cà phê sáng hôm sau.
- 2017 – Một trận động đất cường độ 6,5 độ Richter tấn công đảo Java tại thành phố Tasikmalaya. 4 người được xác nhận tử vong, 36 người bị thương và 200 người bị thương.
- 2018 – Việt Nam vô địch AFF Suzuki Cup 2018 sau 10 năm chờ đợi.

## Sinh
- 37 – Nero, hoàng đế của Đế quốc La Mã (m. 68)
- 130 – Lucius Verus, hoàng đế của Đế quốc La Mã (m. 169)
- 1242 – Thân vương Munetaka, shogun (tướng quân) Nhật Bản (m. 1274)
- 1447 – Albert IV, Công tước Bavaria (m. 1508)
- 1567 – Christoph Demantius, nhà soạn nhạc, nhà thơ người Đức (m. 1643)
- 1610 – David Teniers, họa sĩ trẻ Flemish (m. 1690)
- 1657 – Michel Richard Delalande, nhà soạn nhạc và phổ nhạc người Pháp (m. 1726)
- 1686 – Jean–Joseph Fiocco, nghệ sĩ violin và nhà soạn nhạc Flemish (m. 1746)
- 1710 – Francesco Zahra, họa sĩ người Malta (m. 1773)
- 1789 – Carlos Soublette, tổng thống và chính trị gia Venezuela, Tổng thống thứ 11 của Venezuela (m. 1870)
- 1832 – Gustave Eiffel, kỹ sư và kiến trúc sư người Pháp, đồng thiết kế Tháp Eiffel (m. 1923)
- 1837 – E. W. Bullinger, Bộ trưởng, học giả, và nhà thần học Anh Quốc (m. 1913)
- 1852 – Henri Becquerel, nhà vật lý người Pháp, đoạt giải Nobel (m. 1908)
- 1859 – Ludwik Lejzer Zamenhof, bác sĩ và nhà ngôn ngữ học người Ba Lan, tạo ra Esperanto (m. 1917)
- 1860 – Niels Ryberg Finsen, thầy thuốc người Quần đảo Faroe thuộc Đan Mạch, đoạt giải Nobel (m. 1904)
- 1860 – Abner Powell, cầu thủ bóng chày người Mỹ (m. 1953)
- 1861:
– Charles Duryea, kỹ sư và doanh nhân người Mỹ, đồng sáng lập Công ty ô–tô Duryea Motor (m. 1938)
– Pehr Evind Svinhufvud, luật sư, thẩm phán và chính trị gia Phần Lan, Tổng thống thứ ba của Phần Lan (m. 1944)
- 1863 – Arthur Dehon Little, nhà hóa học và kỹ sư người Mỹ (m. 1935)
- 1869 – Leon Marchlewski, nhà hóa học và học giả người Ba Lan (m. 1946)
- 1875 – Emilio Jacinto, nhà báo và nhà hoạt động người Philippines (m. 1899)
- 1878 – Hans Carossa, tác giả và nhà thơ người Đức (m. 1956)
- 1879 - Rudolf von Laban, biên đạo múa người Anh gốc Áo-Hung (m. 1958)[1]
- 1885 – Leonid Pitamic, luật sư, triết gia người Slovenia (m. 1971)
- 1888 – Maxwell Anderson, nhà báo và nhà viết kịch người Mỹ (m. 1959)
- 1890 – Harry Babcock, vận động viên nhảy sào người Mỹ (m. 1965)
- 1891 – A.P. Carter, ca sĩ, nhạc sĩ người Mỹ (m. 1960)
- 1892 – J. Paul Getty, doanh nhân người Mỹ gốc Anh và nhà sưu tầm nghệ thuật, thành lập công ty Getty Oil (m. 1976)
- 1894 – Thích Trí Độ, hòa thượng người Việt Nam (m. 1979)
- 1894 – Vibert Douglas, nhà vật lý thiên văn học người Canada (m. 1988)
- 1894 – Josef Imbach, vận động viên chạy nước rút người Thụy Sĩ (m. 1964)
- 1896 – Betty Smith, nhà viết kịch người Mỹ (m. 1972)
- 1896 – Miles Dempsey, tướng lĩnh người Anh (m. 1969)
- 1899 – Harold Abrahams, vận động viên chạy nước rút, luật sư và nhà báo người Anh (m. 1978)
- 1902 – Robert F. Bradford, luật sư và chính trị gia người Mỹ, Thống đốc thứ 57 của bang Massachusetts (m. 1983)
- 1903 – Tamanishiki San'emon, đô vật sumo người Nhật Bản (m. 1938)
- 1906 – Tô Ngọc Vân, họa sĩ người Việt Nam (m. 1954)
- 1907 – Gordon Douglas, diễn viên, đạo diễn và nhà biên kịch người Mỹ (m. 1993)
- 1907 – Oscar Niemeyer, kiến trúc sư người Brasil (m. 2012)
- 1908 – Swami Ranganathananda, nhà sư, học giả người Ấn Độ (m. 2005)
- 1909 – Sattar Bahlulzade, họa sĩ người Azerbaijan (m. 1974)
- 1909 – Eliza Atkins Gleason, thủ thư người Mỹ gốc Phi (m. 2009)
- 1910 – John Hammond, nhà sản xuất và phê bình thu âm người Mỹ (m. 1987)
- 1911 – Nicholas P. Dallis, bác sĩ tâm thần và họa sĩ người Mỹ (m. 1991)
- 1911 – Stan Kenton, nghệ sĩ dương cầm và nhà soạn nhạc người Mỹ (m. 1979)
- 1913 – Roger Gaudry, nhà hóa học và doanh nhân người Canada (m. 2001)
- 1913 – Muriel Rukeyser, nhà thơ, học giả và nhà hoạt động người Mỹ (m. 1980)
- 1916 – Miguel Arraes, luật sư và chính khách người Brazil, Thống đốc bang Pernambuco (m. 2005)
- 1916 – Buddy Cole, nghệ sĩ dương cầm và nhạc trưởng người Mỹ (m. 1964)
- 1916 – Maurice Wilkins, nhà vật lý học và sinh vật học người New Zealand, người đoạt giải Nobel (m. 2004)
- 1917 – Shan–ul–Haq Haqqee, nhà ngôn ngữ học và nhà từ điển học người Ấn Độ–Pakistan (m. 2005)
- 1918 – Jeff Chandler, diễn viên người Mỹ (m. 1961)
- 1918 – Iwasaki Chihiro, họa sĩ người Nhật Bản (m. 1974)
- 1919 – Max Yasgur, nông dân chăn nuôi bò sữa của Mỹ và là người tổ chức Hội chợ âm nhạc & nghệ thuật Woodstock (m. 1973)
- 1920 – Gamal al–Banna, tác giả và học giả người Ai Cập (m. 2013)
- 1920 – Kurt Schaffenberger, trung sĩ người Mỹ gốc Đức (m. 2002)
- 1921 – Alan Freed, phát thanh viên người Mỹ (m. 1965)
- 1922 – Võ Văn Cảnh, Thiếu tướng Quân lực Việt Nam Cộng hòa (Mất 1994)
- 1923 – Pierre Cossette, nhà sản xuất và quản lý người Mỹ (m. 2009)
- 1923 – Freeman Dyson, nhà vật lí và nhà toán học người Mỹ gốc Anh
- 1923 – Uziel Gal, kỹ sư người Đức–Israel, nhà thiết kế khẩu súng Uzi (m. 2002)
- 1923 – Valentin Varennikov, chính trị gia người Nga (m. 2009)
- 1923 – Leon Niemczyk, diễn viên người Ba Lan (m. 2006)
- 1924 – Frank W. J. Olver, nhà toán học và học thuật người Anh–Mỹ (m. 2013)
- 1924 – Ruhi Sarıalp, nhà giáo dục người Thổ Nhĩ Kỳ (m. 2001)
- 1925 – Kasey Rogers, nữ diễn viên người Mỹ (m. 2006)
- 1925 – Trần Thiện Khiêm, tướng lĩnh quân đội, chính trị gia người Việt Nam
- 1926 – Chính Hữu, nhà thơ, sĩ quan quân đội người Việt Nam (m. 2007)
- 1928 – Ernest Ashworth, ca sĩ kiêm nhạc sĩ người Mỹ (d. 2009)
- 1928 – Ida Haendel, nghệ sĩ vĩ cầm người Ba Lan–Anh
- 1928 – Friedensreich Hundertwasser, họa sĩ và kiến trúc sư người Áo–New Zealand (m. 2000)
- 1930 – Edna O'Brien, tiểu thuyết gia, nhà viết kịch, nhà thơ và nhà văn truyện ngắn người Ai–len
- 1931 – Klaus Rifbjerg, tác giả và nhà thơ Đan Mạch (m. 2015)
- 1932 – Jesse Belvin, ca sĩ kiêm nhạc sĩ người Mỹ (m. 1960)
- 1932 – John Meurig Thomas, nhà hóa học xứ Wales
- 1933:
– Bapu, đạo diễn và biên kịch người Ấn Độ (m. 2014)
– Tim Conway, diễn viên, nhà sản xuất và biên kịch người Mỹ
– Donald Woods, nhà báo và nhà hoạt động người Nam Phi (m. 2001)
- 1934 – Stanislaŭ Stanislavavič Šuškievič, nguyên thủ quốc gia đầu tiên của Cộng hòa Belarus độc lập (m. 2022).[2]
- 1936 – Joe D'Amato, giám đốc và nhà sản xuất người Ý (m. 1999)
- 1938 – Michael Bogdanov, đạo diễn và biên kịch xứ Wales
- 1938 – Bob Foster, võ sĩ quyền Anh (m. 2015)
- 1938 – Billy Shaw, cầu thủ bóng đá người Mỹ
- 1939 – Cindy Birdsong, ca sĩ kiêm nhạc sĩ người Mỹ
- 1940 – Nick Buoniconti, cầu thủ bóng đá người Mỹ
- 1942 – Kathleen Blanco, nhà giáo dục và chính trị gia người Mỹ. Thống đốc bang Louisiana
- 1942 – Dave Clark, tay trống, nhạc sĩ và nhà sản xuất người Anh
- 1943 – Lucien den Arend, nhà điêu khắc người Hà Lan
- 1944 – Jim Leyland, cầu thủ bóng chày người Mỹ
- 1944 – Chico Mendes, lãnh đạo công đoàn và nhà hoạt động người Brazil (m. 1988)
- 1945 – Ivor Crewe, nhà khoa học chính trị người Anh
- 1946 – Carmine Appice, tay trống và nhạc sĩ người Mỹ
- 1946 – Art Howe, cầu thủ bóng chày và nhà quản lý người Mỹ
- 1949 – Don Johnson, diễn viên người Mỹ
- 1949 – Brian Roper, nhà kinh tế học tiếng Anh
- 1950 – Melanie Chartoff, nữ diễn viên và diễn viên hài người Mỹ
- 1950 – Sylvester James Gates, nhà vật lí và giáo sư người Mỹ
- 1951 – George Donikian, nhà báo người Úc
- 1951 – Joe Jordan, cầu thủ bóng đá người Scotland
- 1951 – Tim Webster, nhà báo và vận động viên thể thao người Úc
- 1952 – Rudi Protrudi, ca sĩ kiêm nhạc sĩ người Mỹ
- 1952 – Allan Simonsen, cầu thủ bóng đá người Đan Mạch
- 1952 – Julie Taymor, đạo diễn, nhà sản xuất và biên kịch người Mỹ
- 1953 – John R. Allen, tổng lãnh sự và nhà ngoại giao người Mỹ
- 1953 – J. M. DeMatteis, nhà văn người Mỹ
- 1953 – Robert Charles Wilson, nhà văn người Mỹ gốc Canada
- 1954 – Oliver Heald, luật sư và chính trị gia người Anh, Tổng Tư pháp Anh và xứ Wales
- 1954 – Mark Warner, doanh nhân và chính trị gia người Mỹ, Thống đốc thứ 69 của bang Virginia
- 1955 – Paul Simonon, ca sĩ và nhạc sĩ người Anh
- 1956 – Tony Leon, luật sư và chính trị gia người Nam Phi
- 1957 – Mario Marois, vận động viên khúc côn cầu trên băng Canada
- 1957 – Mike McAlary, nhà báo và nhà văn người Mỹ (m. 1998)
- 1957 – Laura Molina, ca sĩ, nghệ sĩ guitar, nữ diễn viên và họa sĩ người Mỹ
- 1957 – Tim Reynolds, ca sĩ kiêm nhạc sĩ người Mỹ gốc Đức
- 1958 – Carlo J. Caparas, nhà sản xuất người Philippines
- 1958 – Richard Kastle, nghệ sĩ piano cổ điển người Mỹ
- 1959 – Greg Matthews, vận động viên môn cricket người Úc
- 1959 – Alan Whetton, cầu thủ bóng bầu dục người New Zealand
- 1959 – Gary Whetton, cầu thủ bóng bầu dục người New Zealand
- 1960 – Walter Werzowa, nhà soạn nhạc và nhà sản xuất người Áo
- 1961 – Karin Resetarits, nhà báo và chính trị gia người Áo
- 1962 – Tim Gaines, người chơi bass người Mỹ
- 1962 – Simon Hodgkinson, cầu thủ và huấn luyện viên bóng bầu dục người Anh
- 1963 – Norman J. Grossfeld, nhà biên kịch và nhà sản xuất người Mỹ
- 1963 – Helen Slater, nữ diễn viên người Mỹ
- 1963 – David Wingate, cầu thủ bóng rổ người Mỹ
- 1964 – Paul Kaye, diễn viên người Anh
- 1966 – Carl Hooper, vận động viên và huấn luyện viên môn cricket người Guyana
- 1967 – David Howells, cầu thủ bóng đá và huấn luyện viên người Anh
- 1967 – Mo Vaughn, cầu thủ bóng chày người Mỹ
- 1969 – Chantal Petitclerc, tay đua xe lăn người Canada
- 1969 – Adam Setliff, vận động viên ném đĩa và luật sư người Mỹ
- 1970 – Frankie Dettori, tay đua người Ý
- 1970 – Lawrence Funderburke, cầu thủ bóng rổ người Mỹ
- 1970 – Michael Shanks, diễn viên, biên kịch và đạo diễn người Canada
- 1971 – Clint Lowery, ca sĩ, nhạc sĩ và nhà sản xuất người Mỹ
- 1972 – Rodney Harrison, cầu thủ bóng đá người Mỹ
- 1972 – Stuart Townsend, diễn viên người Ireland
- 1973 – Surya Bonaly, vận động viên trượt băng nghệ thuật người Pháp
- 1973 – Ryoo Seung–wan, diễn viên, đạo diễn và nhà biên kịch người Hàn Quốc
- 1974 – Gareth Archer, cầu thủ bóng bầu dục người Anh
- 1976 – Baichung Bhutia, cầu thủ bóng đá và nhà quản lý người Ấn Độ
- 1976 – Aaron Miles, cầu thủ bóng chày và huấn luyện viên người Mỹ
- 1976 – Todd Tichenor, cầu thủ bóng chày Mỹ
- 1977 – Mehmet Aurélio, cầu thủ bóng đá người Brazil–Thổ Nhĩ Kỳ
- 1977 – Geoff Stults, diễn viên và nhà sản xuất người Mỹ
- 1978 – Ned Brower, tay trống người Mỹ
- 1978 – Mark Jansen, nghệ sĩ guitar và nhạc sĩ người Hà Lan
- 1978 – Jerome McDougle, cầu thủ bóng đá người Mỹ
- 1979 – Adam Brody, diễn viên người Mỹ
- 1979 – Eric Young, đô vật người Canada
- 1980 – Sergio Pizzorno, ca sĩ kiêm nhạc sĩ người Anh
- 1980 – Manuel Wilhelm, cầu thủ bóng bầu dục người Đức
- 1981 – Michelle Dockery, nữ diễn viên người Anh
- 1981 – Brendan Fletcher, diễn viên và nhà biên kịch người Canada
- 1981 – Andy González, cầu thủ bóng chày người Mỹ gốc Puerto Rico
- 1981 – Thomas Herrion, cầu thủ bóng đá Mỹ (m. 2005)
- 1981 – Roman Pavlyuchenko, cầu thủ bóng đá người Nga
- 1982 – Charlie Cox, diễn viên người Anh
- 1982 – Borja García, tay đua người Tây Ban Nha
- 1982 – Tatiana Perebiynis, tay vợt người Ukraina
- 1983 – Delon Armitage, cầu thủ bóng bầu dục người Trinidad–Anh
- 1983 – Camilla Luddington, nữ diễn viên người Anh
- 1983 – Ronnie Radke, ca sĩ, nhạc sĩ, nghệ sĩ guitar và nhà sản xuất người Mỹ
- 1983 – Vương Hạo, vận động viên bóng bàn người Trung Quốc
- 1984 – Martyn Bernard, vận động viên nhảy cao người Anh
- 1984 – Martin Škrtel, cầu thủ bóng đá người Slovak
- 1985 – Diogo Fernandes, cầu thủ bóng đá người Brazil
- 1986 – Kim Junsu, ca sĩ–người viết ca khúc và diễn viên người Hàn Quốc (TVXQ và JYJ)
- 1986 – Iveta Mazáčová, vận động viên chạy nước rút người Séc
- 1986 – Keylor Navas, cầu thủ bóng đá người Costa Rica
- 1986 – Snejana Onopka, người mẫu người Ukraina
- 1988 – Steven N'Zonzi, cầu thủ bóng đá người Pháp
- 1992 – Jesse Lingard, cầu thủ bóng đá người Anh
- 1997 – Magdalena Fręch, vận động viên tennis người Ba Lan

## Mất
- 933 – Lý Tự Nguyên, hoàng đế của triều Hậu Đường tại Trung Quốc, tức ngày Mậu Tuất (26) tháng 11 năm Quý Tị (s. 867)
- 1025 – Basil II, hoàng đế Đế quốc Đông La Mã (s. 958)
- 1072 – Alp Arslan, sultan của Đế quốc Seljuq (s. 1029)
- 1161 – Hoàn Nhan Lượng, hoàng đế của triều Kim tại Trung Quốc, tức ngày Bính Thìn (27) tháng 11 năm Ất Dậu (s. 1122)
- 1230 – Công tước Ottokar I xứ Bohemia (s. 1155)
- 1283 – Philip I, hoàng đế La Mã (s. 1243)
- 1343 – Hasan Kucek, hoàng tử xứ Chobanid (s. 1319)
- 1394 – Trần Nghệ Tông, hoàng đế thứ 9 của nhà Trần (s. 1321).
- 1467 – Jöns Bengtsson Oxenstierna, tổng giám mục người Thụy Điển (s. 1417)
- 1598 – Philips của Marnix, chúa tể xứ Saint–Aldegonde (s. 1540)
- 1621 – Charles d'Albert, duc de Luynes, cận thần người Pháp (s. 1578)
- 1673 – Margaret Cavendish, nữ công tước xứ Newcastle–upon–Tyne (s. 1623)
- 1675 – Johannes Vermeer, họa sĩ người Hà Lan (s. 1632)
- 1683 – Izaak Walton, nhà văn người Anh (s. 1593)
- 1688 – Gaspar Fagel, luật sư và chính trị gia người Hà Lan (s. 1634)
- 1688 – Louis Victor de Rochechouart de Mortemart, chính khách người Pháp (s. 1636)
- 1715 – George Hickes, Bộ trưởng người Anh (s. 1642)
- 1753 – Richard Boyle, Bá tước thứ ba của Burlington, kiến trúc sư và chính trị gia người Anh (s. 1694)
- 1792 – Joseph Martin Kraus, nghệ sĩ dương cầm, nghệ sĩ vĩ cầm, và nhà soạn nhạc người Thụy Điển (s. 1756)
- 1812 – Shneur Zalman, tác giả và người sáng lập Chabad (s. 1745)
- 1848 – Yevhen Pavlovych Hrebinka, nhà thơ Đế quốc Nga, tức 3 tháng 12 theo lịch Julius (s. 1812)
- 1855 – Jacques Charles François Sturm, nhà toán học người Pháp (s. 1803)
- 1857 – George Cayley, kỹ sư người Anh (s. 1773)
- 1878 – Alfred Bird, nhà hóa học và doanh nhân người Anh, người phát minh ra bột nở (s. 1811)
- 1881 – Nguyễn Phúc Miên Ký, tước phong Cẩm Xuyên Quận vương, hoàng tử con vua Minh Mạng (s. 1838)
- 1886 – Nguyễn Phúc Phương Trinh, phong hiệu Phú Hậu Công chúa, công chúa con vua Minh Mạng (s. 1834)
- 1890 – Sitting Bull, tù trưởng bộ tộc người da đỏ tại Hoa Kỳ (s. 1831)
- 1909 – Francisco Tárrega, nhà soạn nhạc, nghệ sĩ guitar cổ điển người Tây Ban Nha (s. 1852)
- 1943 – Fats Waller, ca sĩ kiêm nhạc sĩ người Mỹ (s. 1904)
- 1944 – Glenn Miller, nhà chỉ huy dàn nhạc và nhà soạn nhạc người Mỹ (s. 1904)
- 1947 – 
  - Arthur Machen, nhà báo và nhà văn xứ Wales (s. 1863)
  - Crawford Vaughan, chính trị gia người Úc, Thủ hiến thứ 57 bang Nam Úc (s. 1874)
- 1950 – Vallabhbhai Patel, chính trị gia người Ấn Độ (s. 1875)
- 1958 – Wolfgang Ernst Pauli, nhà vật lý người Áo–Mỹ–Thụy Sĩ, đoạt giải Nobel (s. 1900)
- 1962 – Charles Laughton, diễn viên, đạo diễn và nhà sản xuất người Mỹ gốc Anh (s. 1899)
- 1965 – M. Balasundaram, nhà báo, luật sư và chính trị gia người Sri Lanka (sinh năm 1903)
- 1966 – Walt Disney, họa sĩ phim hoạt hình, đạo diễn, nhà kịch bản, nhà sản xuất người Mỹ (s. 1901)
- 1968 – 
  - Hoàng Sâm, tướng lĩnh người Việt Nam (s. 1915)
  - Antonio Barrette, chính khách người Canada, Thủ hiến thứ 18 của bang Quebec (s. 1899)
  - Jess Willard, võ sĩ và diễn viên người Mỹ (s. 1881)
- 1969 – Karl Theodor Bleek, luật sư và chính trị gia người Đức, Thị trưởng thứ 12 của Marburg (sinh năm 1898)
- 1971 – Paul Lévy, nhà toán học người Pháp (s. 1886)
- 1974 – Anatole Litvak, đạo diễn, nhà sản xuất và biên kịch người Nga–Mỹ (s. 1902)
- 1978 – Chill Wills, diễn viên người Mỹ (s. 1903)
- 1980 – Thanh Hải, nhà thơ người Việt Nam (s. 1930)
- 1984 – Jan Peerce, người Mỹ và diễn viên người Mỹ (sinh năm 1904)
- 1985 – Seewoosagur Ramgoolam, bác sĩ và chính trị gia người Mauritius, Thủ tướng đầu tiên nước Mauritius (s. 1900)
- 1986 – Serge Lifar, vũ công múa ba lê và biên đạo múa người Nga–Pháp (s. 1905)
- 1989 – Edward Underdown, diễn viên người Anh (s. 1908)
- 1991 – Vasily Zaytsev, xạ thủ bắn tỉa Liên Xô cũ (nước Nga ngày nay) (s. 1915)
- 1993 – William Dale Phillips, nhà hóa học và kỹ sư người Mỹ (s. 1925)
- 2000 – Haris Brkić, cầu thủ bóng rổ người Bosnia–Bosnia (s. 1974)
- 2003 – 
  - Vincent Apap, nhà điêu khắc người Malta (s. 1909)
  - George Fisher, nhà vẽ tranh biếm họa người Mỹ (s. 1923)
  - Keith Magnuson, người chơi khúc côn cầu trên băng và huấn luyện viên người Canada (s. 1947)
- 2004 – 
  - Tưởng Phương Lương, phu nhân người Belarus của Tổng thống Trung Hoa Dân Quốc Tưởng Kinh Quốc (s. 1916)
  - Vassal Gadoengin, nhà giáo dục và chính trị gia người Nauru (s. 1943)
- 2005 – 
  - Heinrich Gross, bác sĩ tâm thần người Áo (s. 1914)
  - Stan Leonard, tay golf người Canada (s. 1915)
  - William Proxmire, lính Mỹ, nhà báo và chính trị gia (s. 1915)
  - Darrell Russell, cầu thủ bóng đá người Mỹ (s. 1976)
- 2006 – 
  - Clay Regazzoni, tay đua người Thụy Sĩ (s. 1939)
  - Mary Stolz, nhà báo và nhà thơ người Mỹ (s. 1920)
- 2007 – 
  - Ryan Gracie, võ sĩ người Brasil (s. 1974)
  - Julia Carson, luật sư và chính trị gia người Mỹ (s. 1938)
- 2008 – León Febres Cordero, kỹ sư và chính trị gia người Ecuador, Tổng thống thứ 46 của Ecuador (s. 1931)
- 2009 – Oral Roberts, nhà truyền giáo người Mỹ, thành lập Hội Truyền giáo Oral Roberts (s. 1918)
- 2010 – 
  - Blake Edwards, đạo diễn, nhà sản xuất và biên kịch người Mỹ (s. 1922)
  - Bob Feller, cầu thủ bóng chày người Mỹ (s. 1918)
  - Eugene Victor Wolfenstein, nhà tâm lý học người Mỹ (s. 1940)
- 2011 – 
  - Bob Brookmeyer, nhà soạn nhạc người Mỹ (s. 1929)
  - Christopher Hitchens, nhà báo người Anh–Mỹ (s. 1949)
- 2012 – 
  - Konstantin Vanshenkin, nhà thơ, nhà văn Liên Xô cũ (nước Nga ngày nay) (s. 1925)
  - Owoye Andrew Azazi, Tổng thống Nigeria (s. 1952)
  - Patrick Ibrahim Yakowa, chính trị gia người Nigeria, Thống đốc thứ 18 bang Kaduna (sinh năm 1948)
  - Olga Zubarry, nữ diễn viên người Argentina (s. 1929)
- 2013 – 
  - Harold Camping, nhà truyền giáo, tác giả, phát thanh viên người Mỹ (s. 1921)
  - Joan Fontaine, nữ diễn viên người Mỹ gốc Anh (s. 1917)
  - Dyron Nix, cầu thủ bóng rổ người Mỹ (s. 1967)
- 2014 – 
  - Donald Metcalf, nhà sinh lý học và miễn dịch học người Úc (s. 1929)
  - Fausto Zapata, nhà báo, luật sư và chính trị gia người Mexico, Thống đốc bang San Luis Potosí (s. 1940)
- 2015 – Harry Zvi Tabor, nhà vật lí và kỹ sư người Anh–Israel (s. 1917)
- 2017 – 
  - Heinz Wolff, nhà khoa học người Anh gốc Đức (s. 1928)
  - Juma Calestous, nhà khoa học và nhà văn người Kenya (s. 1953)
- 2023 - Tuấn Khang, ca sĩ người Việt Nam, cựu thành viên nhóm nhạc GMC (s. 1980)

## Những ngày lễ và kỷ niệm
- Ngày Tuyên ngôn Nhân quyền (Hoa Kỳ)
  - Ngày cải cách thứ 2 (South Carolina)
- Ngày lễ bổn mạng Kitô giáo:
  - Drina Martyrs
  - Drostan (Aberdeen Breviary)
  - John Horden và Robert McDonald (Giáo hội Episcopal (Hoa Kỳ))
  - Maria Crocifissa di Rosa
  - Mesmin
  - Valerian of Abbenza
  - Virginia Centurione Bracelli
  - Phụng vụ chính thống Đông Phương
- Ngày Homecoming (Alderney).
- Ngày trà quốc tế
- Ngày Nhà vua (Hà Lan), dời lên ngày 16 tháng 12 nếu ngày 15 là ngày chủ nhật.
- Ngày Zamenhof (Ngày cộng đồng nói tiếng Quốc tế ngữ (Esperanto)).